# Campoplex deficiens
Campoplex deficiens är en stekelart som beskrevs av Johann Ludwig Christian Gravenhorst 1829.
Campoplex deficiens ingår i släktet Campoplex och familjen brokparasitsteklar. Inga underarter finns listade.